# Sury-ès-Bois
Sury-ès-Bois je francouzská obec v departementu Cher v regionu Centre-Val de Loire. V roce 2010 zde žilo 279 obyvatel.

## Vývoj počtu obyvatel
Počet obyvatel